# Tod Slaughter
Tod Slaughter (19 de marzo de 1885 – 19 de febrero de 1956) fue un actor teatral y cinematográfico de nacionalidad británica, conocido sobre todo por encarnar a personajes maniacos en adaptaciones al cine de melodramas literarios de la época victoriana.

## Inicios
Su verdadero nombre era Norman Carter Slaughter, y nació en Newcastle upon Tyne, Inglaterra. El mayor de doce hijos, se inició en el teatro en 1905 en West Hartlepool. En 1913 fue arrendatario de los teatros Hippodrome en Richmond (Londres) y Croydon. Tras una breve interrupción para servir en el Real Cuerpo Aéreo durante la Primera Guerra Mundial, Slaughter retomó su carrera teatral.

## Éxito teatral
En ese periodo su nombre artístico fue N. Carter Slaughter, e interpretaba primeros papeles masculinos convencionales o papeles de carácter—rara vez a malvados. Tras la guerra, dirigió el Teatro Royal en Chatham (Kent), antes de hacer lo mismo a partir de 1924 con el Teatro Elephant and Castle en Londres, ocupación que mantuvo unos años que han pasado a la leyenda del teatro británico. La compañía de Slaughter revivió melodramas victorianos como Maria Marten, Sweeney Todd, Jack Sheppard y The Silver King, consiguiendo grandes éxitos de público. Slaughter también representó otros tipos de producciones, como la pantomima anual de Navidad, en la cual aparecían personajes destacados de la vida local en breves papeles. A pesar de las protestas locales, el Elephant and Castle fue cerrado en 1927.
En 1925 adoptó el nombre artístico de Tod Slaughter, pero sus principales personajes seguían siendo papeles de carácter y tipos heroicos. Interpretó al joven héroe en The Face at the Window, a Tom Robinson en "It's Never Too Late To Mend", y a Tim Winterbottom en Maria Marten. También encarnó a Sherlock Holmes y a D'Artagnan . Existe una grabación de cine mudo en la que puede verse a Slaughter actuando en el Elephant and Castle en el melodrama "The Flag Lieutenant".
Encontró su verdadera vocación cuando en 1931, en el Teatro Noël Coward de Londres, encarnó a John Silver el Largo en La isla del tesoro durante el día, y por la noche a William Hare en The Crimes Of Burke And Hare. Anunciado como 'Mr Murder' (Mr Asesinato), afirmaba que, durante las representaciones, cometió cada día 15 asesinatos. Poco después actuó en Sweeney Todd, the Demon Barber of Fleet Street, obra que representó en 2,000 ocasiones. El actor y el personaje se habían complementado de tal manera, que quedó marcada la posterior carrera artística de Slaughter.

## Carrera en el cine
En 1934, a los 49 años de edad, empezó a actuar en el cine. Usualmente elegido para papeles de malvado, su primer film fue Maria Marten or Murder in the Red Barn (1935). Su siguiente papel fue el de Sweeney Todd en Sweeney Todd: The Demon Barber of Fleet Street (1936), película dirigida y producida por George King, cuya asociación con Slaughter continuó en The Crimes of Stephen Hawke (1936), It's Never Too Late To Mend (1937), The Ticket of Leave Man (1938), The Face at the Window (1939) y Crimes at the Dark House (1940).
Hizo, sin embargo, algunos papeles no-melodramáticos en su carrera. Así, fue actor de reparto en The Song of the Road (1937) y Darby and Joan (1937). En Sexton Blake and the Hooded Terror (1938) interpretó al cabecilla de una banda internacional de supervillanos.
Slaughter siguió trabajando en el teatro durante la Segunda Guerra Mundial, interpretando Jack el Destripador, Landru y Dr. Jekyll y Mr. Hyde. También hizo sketches en un solo acto como The Touch of a Child.
Tras la guerra Slaughter retomó los papeles melodramáticos y protagonizó The Curse of the Wraydons (1946), film en el cual Bruce Seton interpretaba a Spring Heeled Jack, y The Greed of William Hart (1948), basado en el caso de los asesinatos de Burke y Hare. Estas cintas fueron producidas por Ambassador Films en Bushey.

## Últimos años
En los primeros años 1950, Slaughter fue el malvado en dos películas de crímenes, King of the Underworld (1952) y Murder at Scotland Yard (1953), y también actuó de modo regular en giras de provincias y por los suburbios de Londres. Sin embargo, el apetito del público por este tipo de teatro parecía haber disminuido, por lo que fue a la quiebra en 1953 a causa del descenso de los ingresos en taquilla. A pesar de ello continuó actuando en otro tipo de obras de teatro, como la de Molière The Gay Invalid, en la que actuaba Peter Cushing, además de ser Maestro de Ceremonias en un espectáculo dedicado al music hall.
En 1956, tras una representación de Maria Marten en Derby, Inglaterra, Slaughter falleció a causa de una trombosis coronaria. Le sobrevivió su esposa, la actriz Jenny Lynn.

## Filmografía
| Año  | Título                                         | Papel                                    |  |
| ---- | ---------------------------------------------- | ---------------------------------------- |  |
| 1935 | Maria Marten or Murder in the Red Barn         | William Corder                           |  |
| 1936 | Sweeney Todd: The Demon Barber of Fleet Street | Sweeney Todd                             |  |
| 1936 | The Crimes of Stephen Hawke                    | Stephen Hawke                            |  |
| 1937 | Darby and Joan                                 | Mr. Templeton                            |  |
| 1937 | It's Never Too Late to Mend                    | Squire John Meadows                      |  |
| 1937 | The Song of the Road                           | Dan Lorenzo                              |  |
| 1938 | The Ticket of Leave Man                        | The Tiger                                |  |
| 1938 | Sexton Blake and the Hooded Terror             | Michael Larron                           |  |
| 1939 | The Face at the Window                         | Caballero Lucio del Gardo                |  |
| 1940 | Crimes at the Dark House                       | El falso Percival Glyde                  |  |
| 1945 | Bothered by a Beard                            | Sweeney Todd                             |  |
| 1946 | The Curse of the Wraydons                      | Philip Wraydon (El jefe)                 |  |
| 1948 | The Greed of William Hart                      | William Hart                             |  |
| 1952 | King of the Underworld                         | Terence Reilly                           |  |
| 1952 | Murder at Scotland Yard                        | Terence Reilly                           |  |
| 1952 | Murder at the Grange                           | Patrick Reilly, también Clarence Beacham |  |
| 1952 | A Ghost for Sale                               | Vigilante                                |  |
| 1954 | Puzzle Corner No. 14                           | Sweeney Todd                             |  |